# J'aime la vie
«J'aime la vie» (en español: "Amo la vida") es una canción interpretada por Sandra Kim que ganó el Festival de la Canción de Eurovisión 1986 representando a Bélgica. 
En el festival celebrado en Bergen, Noruega la canción fue interpretada en 13.eɾ lugar de 20 canciones. Al final de la votación había recibido 176 puntos, siendo declarada ganadora. Recibió puntuación de todos los países.
Interpretada en francés, se trata de una canción positiva sobre el placer de vivir. En la letra, Kim se describe como una chica de quince años, aunque tras el festival se descubrió que tenía trece en realidad, por lo que es la intérprete ganadora más joven de la historia. 
Kim también grabó la canción en italiano (con el mismo título en francés) y en inglés (bajo el título de "Crazy of life"). En 1988, grabó otra versión en inglés, ya con una voz más madura y con algunos cambios instrumentales. 
En 2010, Kim (con casi 40 años) volvió a protagonizar el video de la canción, comparándose con el original de 1986, cuando tenía 13 años. 

## Listas y certificaciones
| Lista (1986) | Mejor posición |
| ------------ | -------------- |
| Austria      | 6              |
| Países Bajos | 2              |
| Francia      | 21             |
| Alemania     | 50             |
| Suecia       | 15             |
| Suiza        | 29             |

| Lista (1986) | Posición |
| ------------ | -------- |
| Países Bajos | 51       |